# Osteochilus sondhii
Osteochilus sondhii är en fiskart som beskrevs av Hora och Mukerji, 1934. Osteochilus sondhii ingår i släktet Osteochilus och familjen karpfiskar. Inga underarter finns listade i Catalogue of Life.